# Speculum Zelandiae

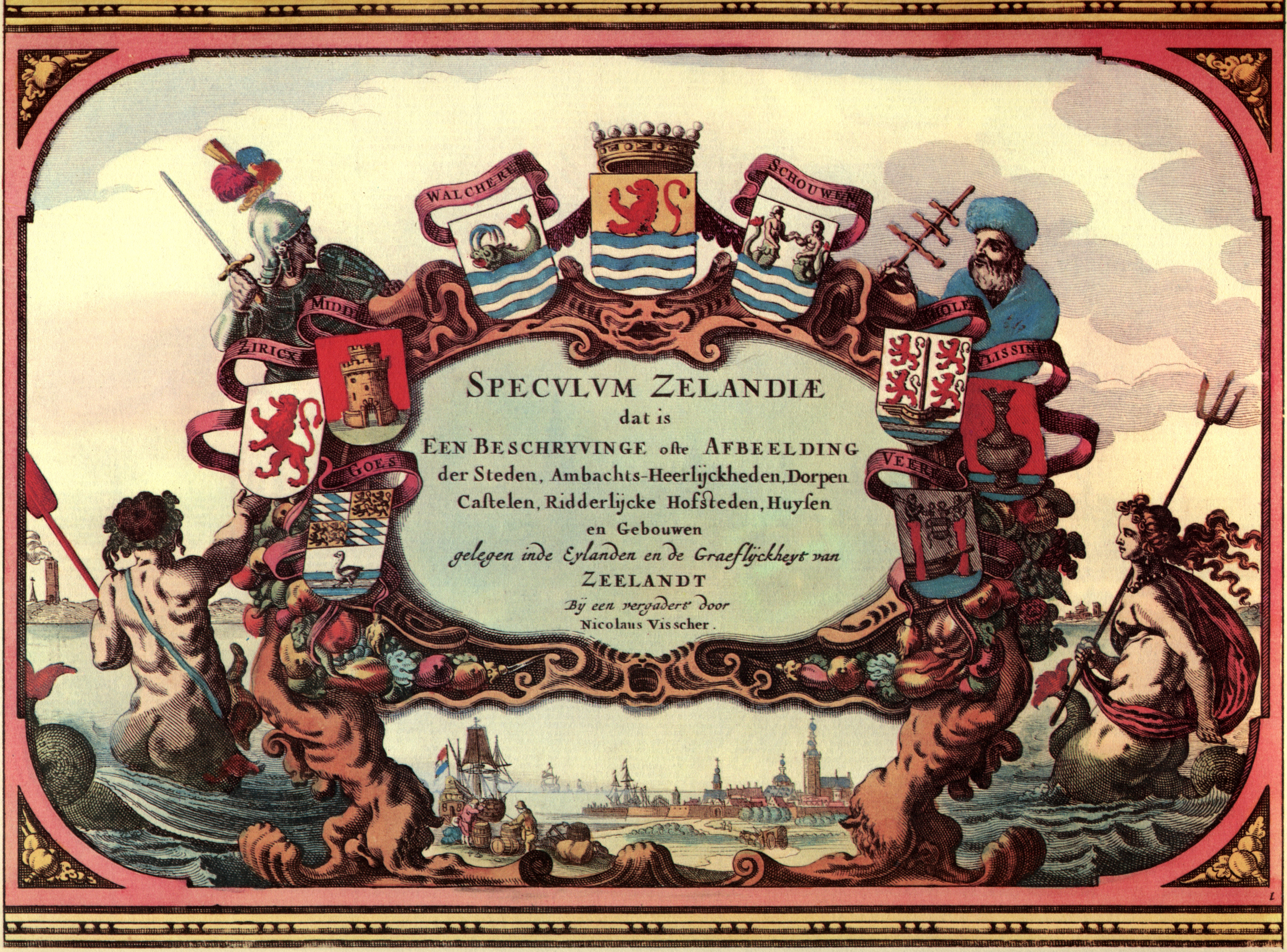
Titelpagina

Het Speculum Zelandiæ is een verzameling Zeeuwse stads en dorpsgezichten uit de 17e eeuw. De volledige titel luidt:
 Speculum Zelandiæ 
Dat is 
Een Beschryvinge ofte Afbeelding 
der Steden, Ambachts-Heerlijckheden, Dorpen 
 Castelen, Ridderlijcke Hofsteden, Huysen 
en Gebouwen 
gelegen inde Eylanden en de Graeflijckheyt van 
Zeelandt 
 Bij een vergadert door 
Nicolaus Visscher.
In de 2e helft van de 17e eeuw was er een sterke opbloei van de Nederlandse cartografie. In 1648 kwam er een eind aan de Tachtigjarige Oorlog. Er was behoefte aan nieuw kaartmateriaal dat de soevereiniteit van  de Republiek der Zeven Verenigde Provincien kon benadrukken. Dit uitte zich in het verschijnen van een enorme hoeveelheid aan nieuwe kaarten, stadsgezichten en topografische prenten. Voor de provincie Zeeland was in dit geval de uitgave van het Speculum Zelandiae van aanzienlijk belang.
De aanzet werd gemaakt door Zacharias Roman.
Zacharias was een uit Haarlem afkomstige, rond 1620 in Middelburg gevestigde uitgever en boekverkoper. Sommige bronnen duiden op een Vlaamse afkomst.
Hij verzorgde onder meer in 1644 de uitgave van de kroniek van Reigersbergh/Boxhorn.

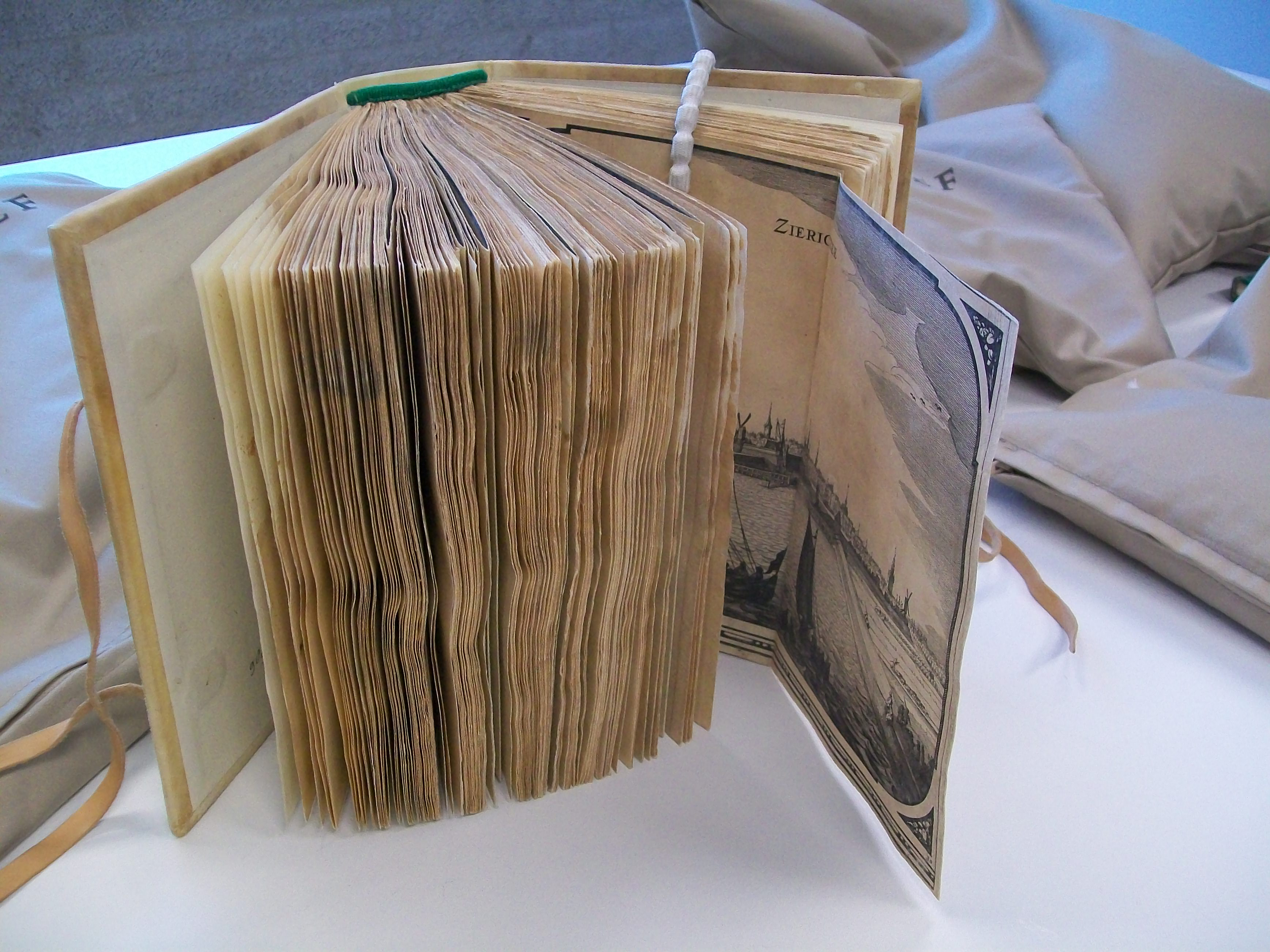
Chroniick met later toegevoegde prenten uit het Speculum

Na het jarenlang verzamelen van geschikt materiaal verscheen in 1654 een eerste versie van het Speculum. Rond die tijd begon ook zijn samenwerking met Nicolaas Visscher. Er werd hoofdzakelijk gewerkt aan grote wandkaarten van de graafschappen Zeeland, Brabant en Vlaanderen. Uit verschillende archieven blijkt dat er geschillen waren over het auteurschap. Dit leidde ertoe dat Zacharias op sommige kaarten zijn eigen naam er zelf maar bij heeft geplakt...
Rond 1668 kwamen de platen van het Speculum definitief in handen van Nicolaas Visscher. Die verzorgde de uitgave van het Speculum Zelandiae welke nu het meest bekend is. Het bestond uit 36 gravures. Eerder (1660) was er een editie waarbij 14 afbeeldingen werden gecombineerd met vergelijkbare van Brabant en Vlaanderen: Theatrum praecipuarium urbium Ducatus Brabantiae &c. 

De prenten werden ook gebruikt om de in die tijd in de mode zijnde wandkaarten van de verschillende graafschappen te omlijsten.
Van sommige gravures zijn verschillende versies te vinden. Zo zijn er in het Zeeuws Archief twee vroege versies van de prenten van Middelburg en Zierikzee vanuit de Zee-Zijde te zien. Bij Middelburg is de waterpartij behoorlijk afwijkend en de Oostkerk nog niet aanwezig. Bij Zierikzee is het centrale schip nog niet "opgewaardeerd" en heeft de Zuid-Havenpoort een hoger puntdak. Curieus is dat de nummering van deze prenten overeenkomt met die van het Theatrum praecipuarum &c. uit 1660.
Men mag aannemen dat er minstens zeven uitgaven van het werk zijn geweest, allen gebaseerd op de platen uit het atelier van Roman:
- Zacharias Roman, gesigneerd, omstreeks 1654
- Visscher, uitgave van 14 prenten, als onderdeel van het Theatrum &c. 1657
- Visscher, 2de, genummerde uitgave van het Theatrum in 1660
- Zacharias Roman, uitgave van 35 prenten in 1662
- Visscher, uitgave van de 35 prenten onder de naam "Speculum Zelandiae" in 1668
- Ottens, heruitgave van het Speculum. Ook sporadisch te vinden als uitgave op negen bladen (= vier afbeeldingen per blad) rond 1720
- Engelbrecht, zeldzame losbladige verzameling in het Zeeuws Archief, waarschijnlijk na 1720

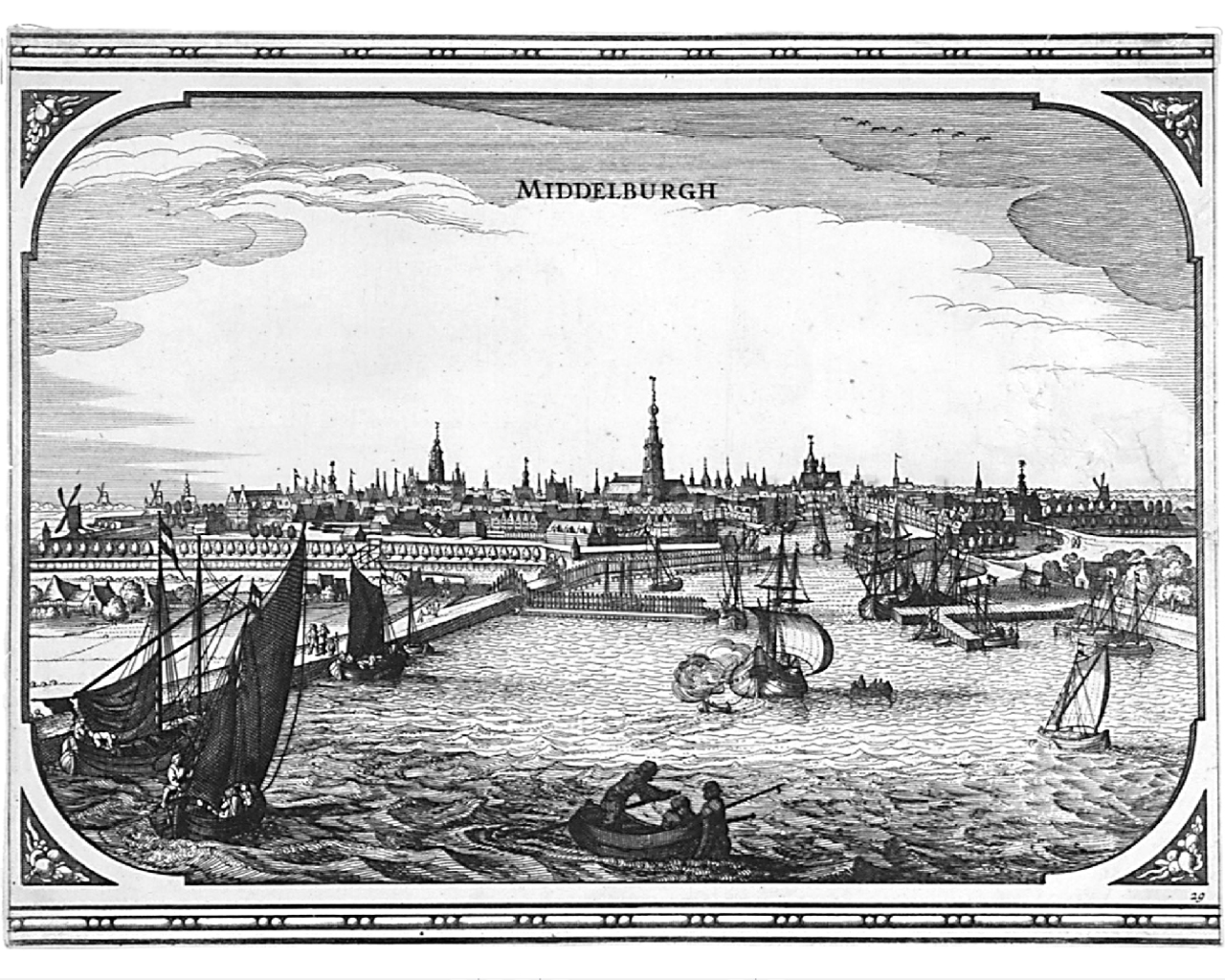
M'burg oerversie rond 1650?
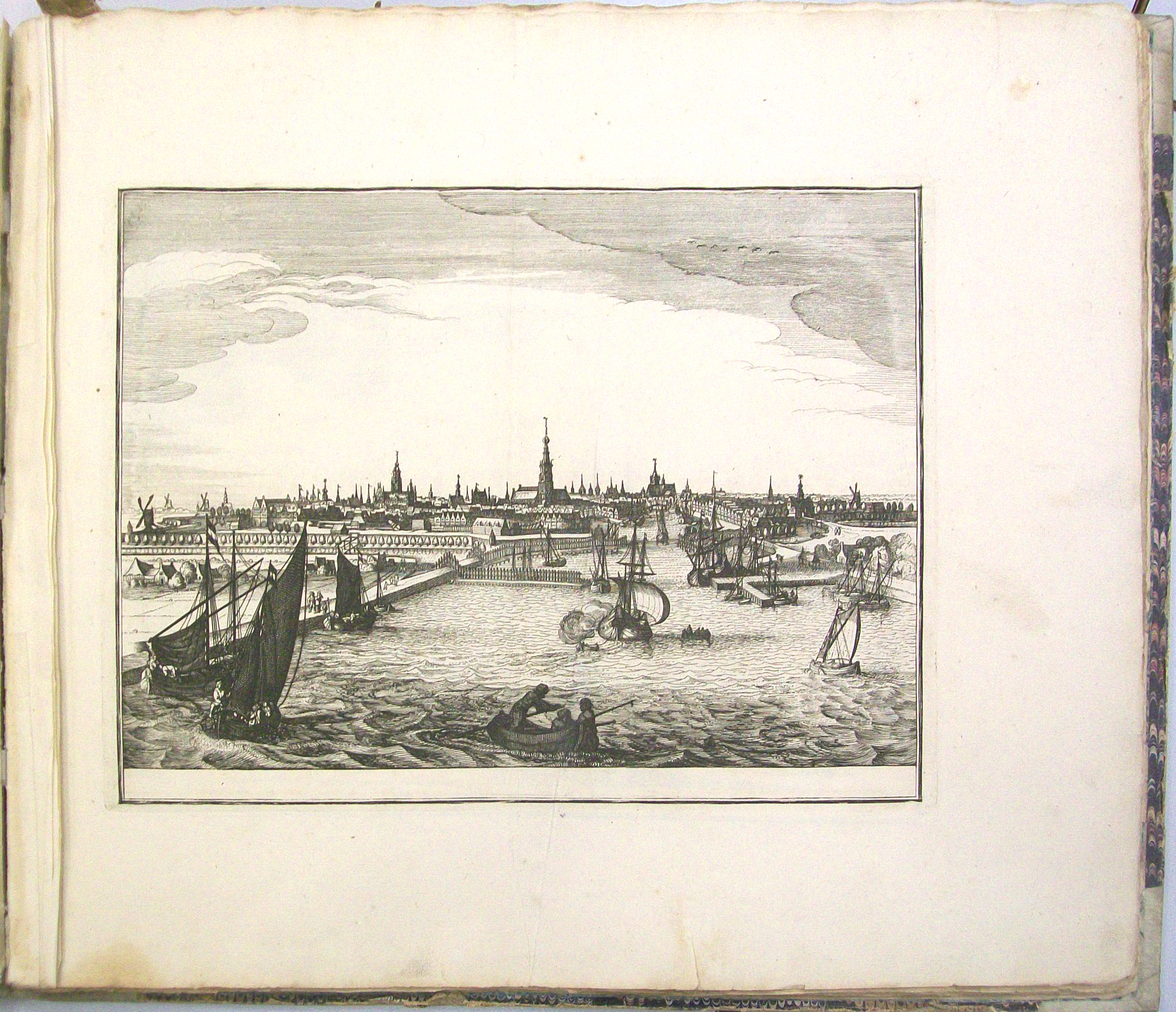
M'burg oerversie a la Ottens (zonder titel) rond 1700?
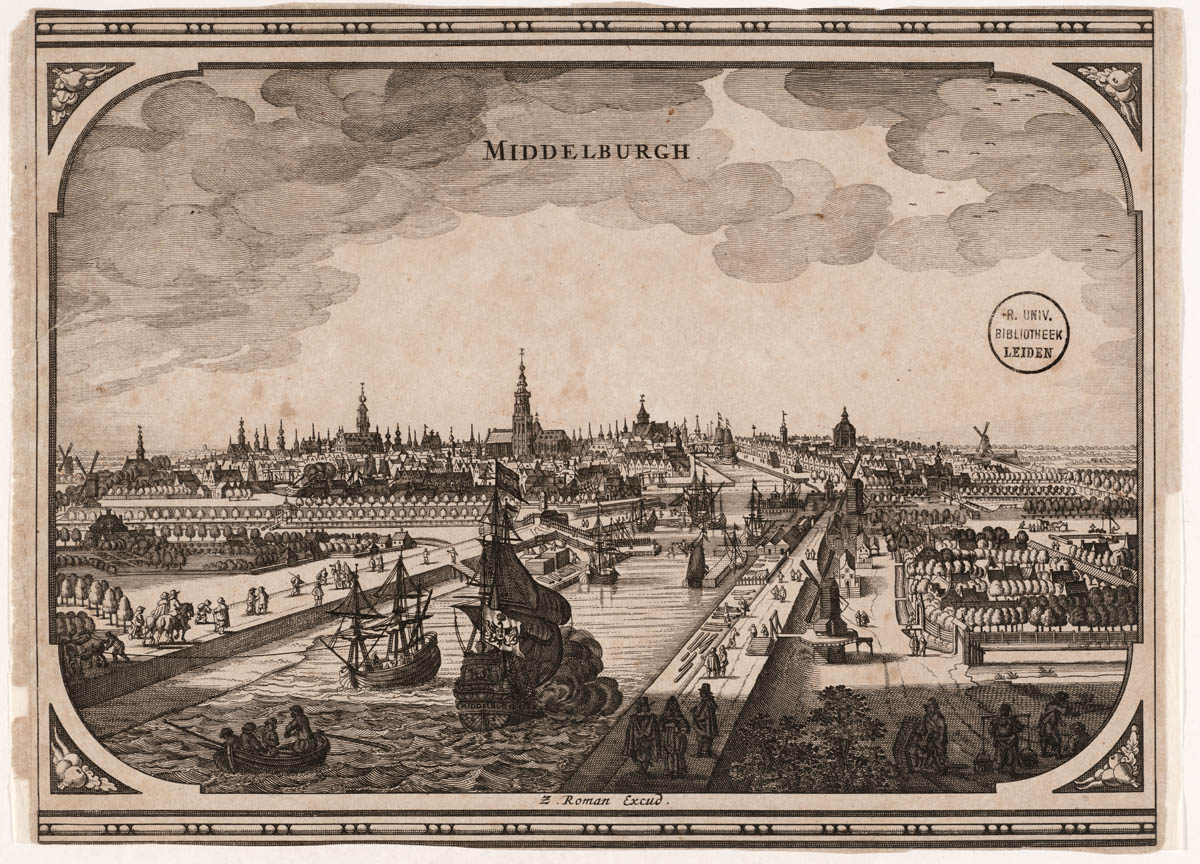
M'burg door Roman 1654
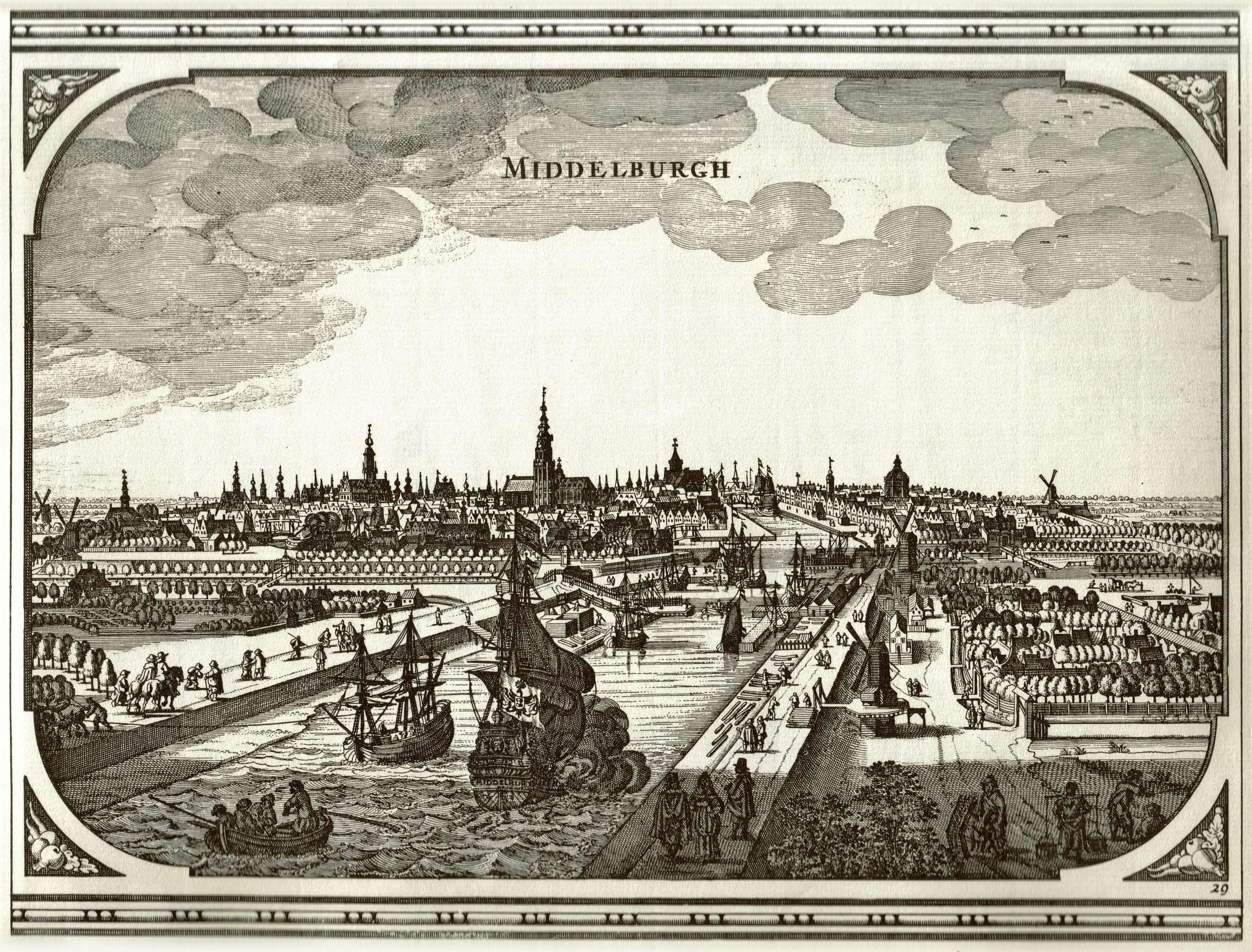
M'burg door Visscher (Theatrum) 1660
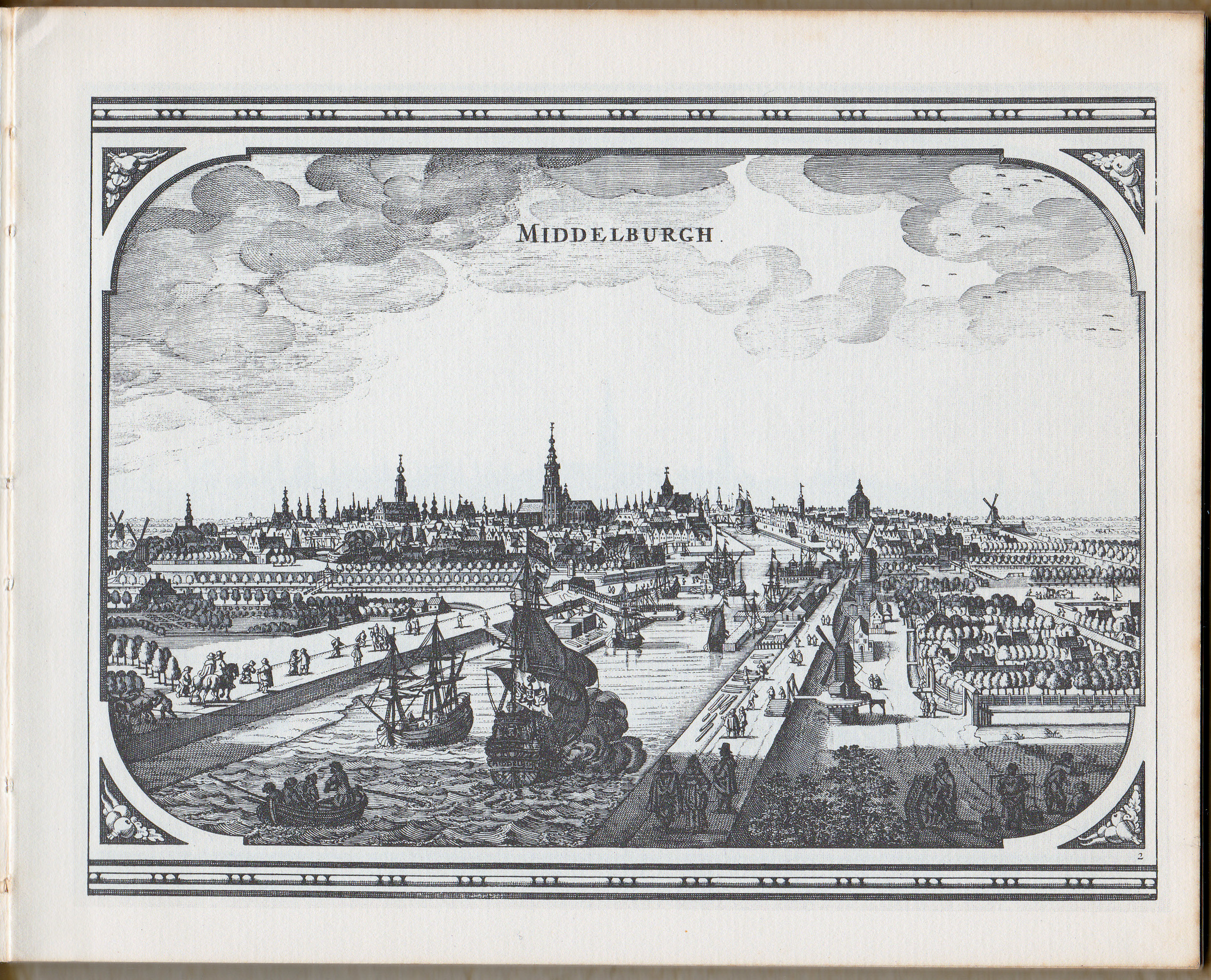
M'burg door Visscher (Speculum) 1668
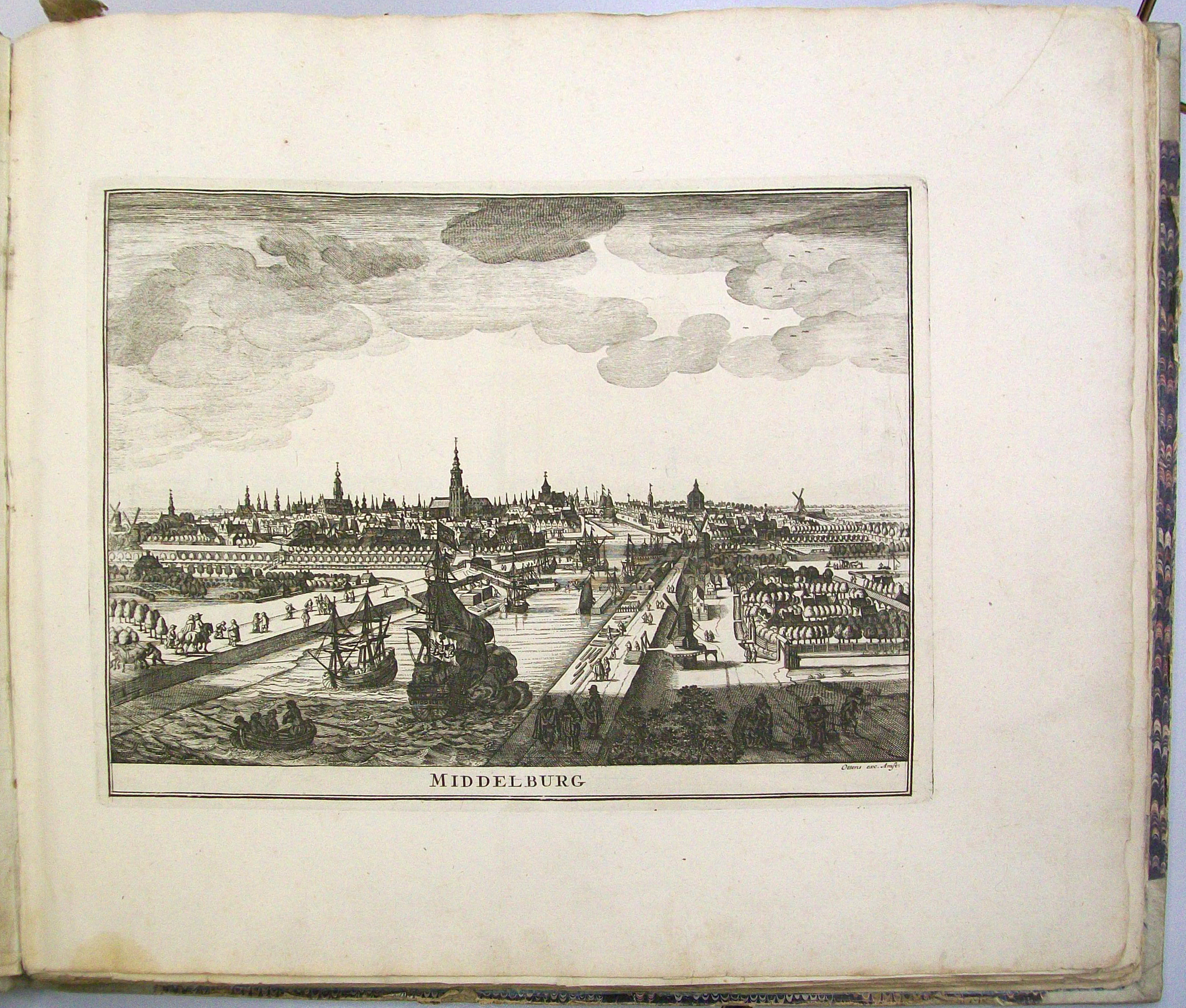
M'burg door Ottens (Speculum) 1720
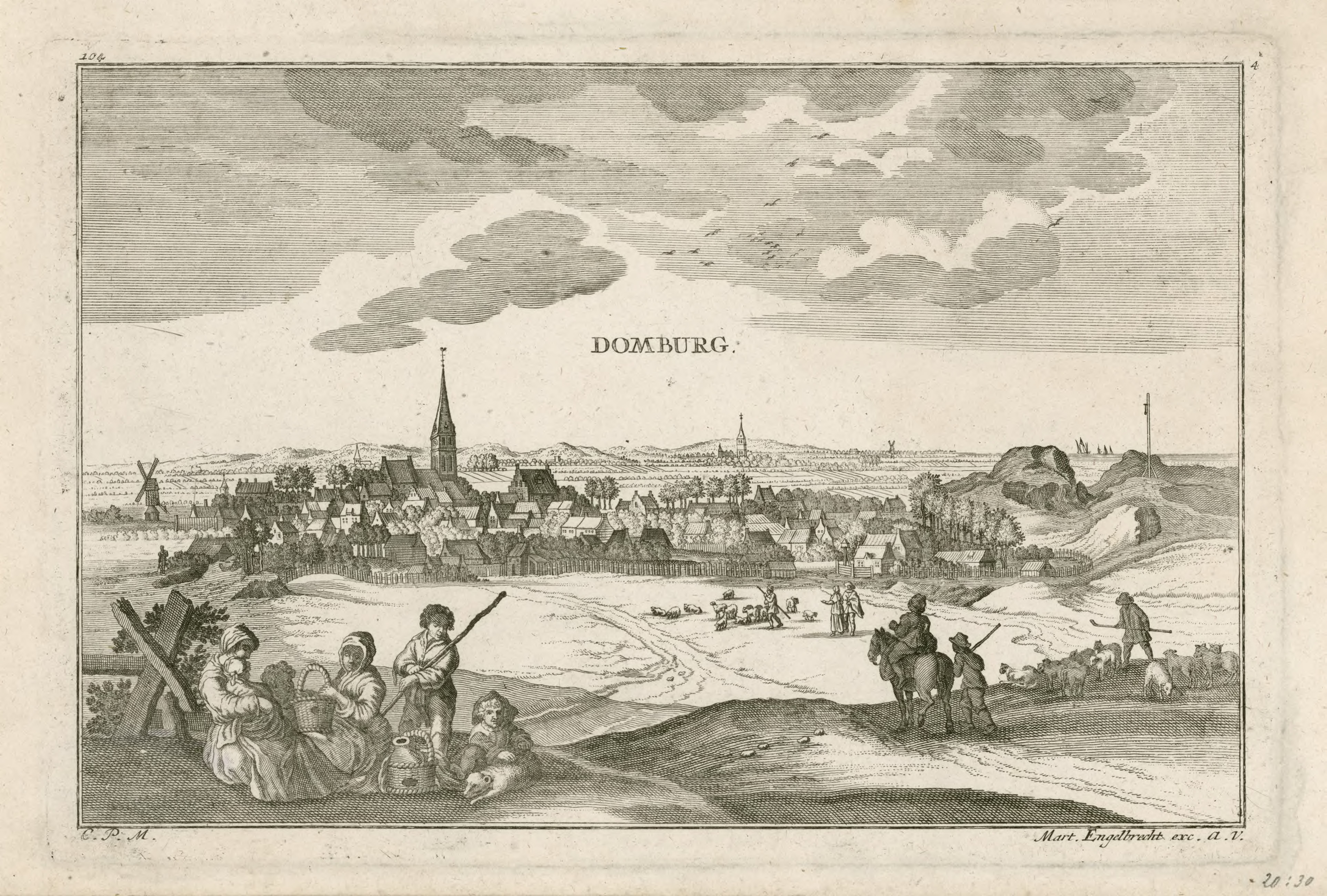
Domburg door Engelbrecht & C.P.M. na 1720?

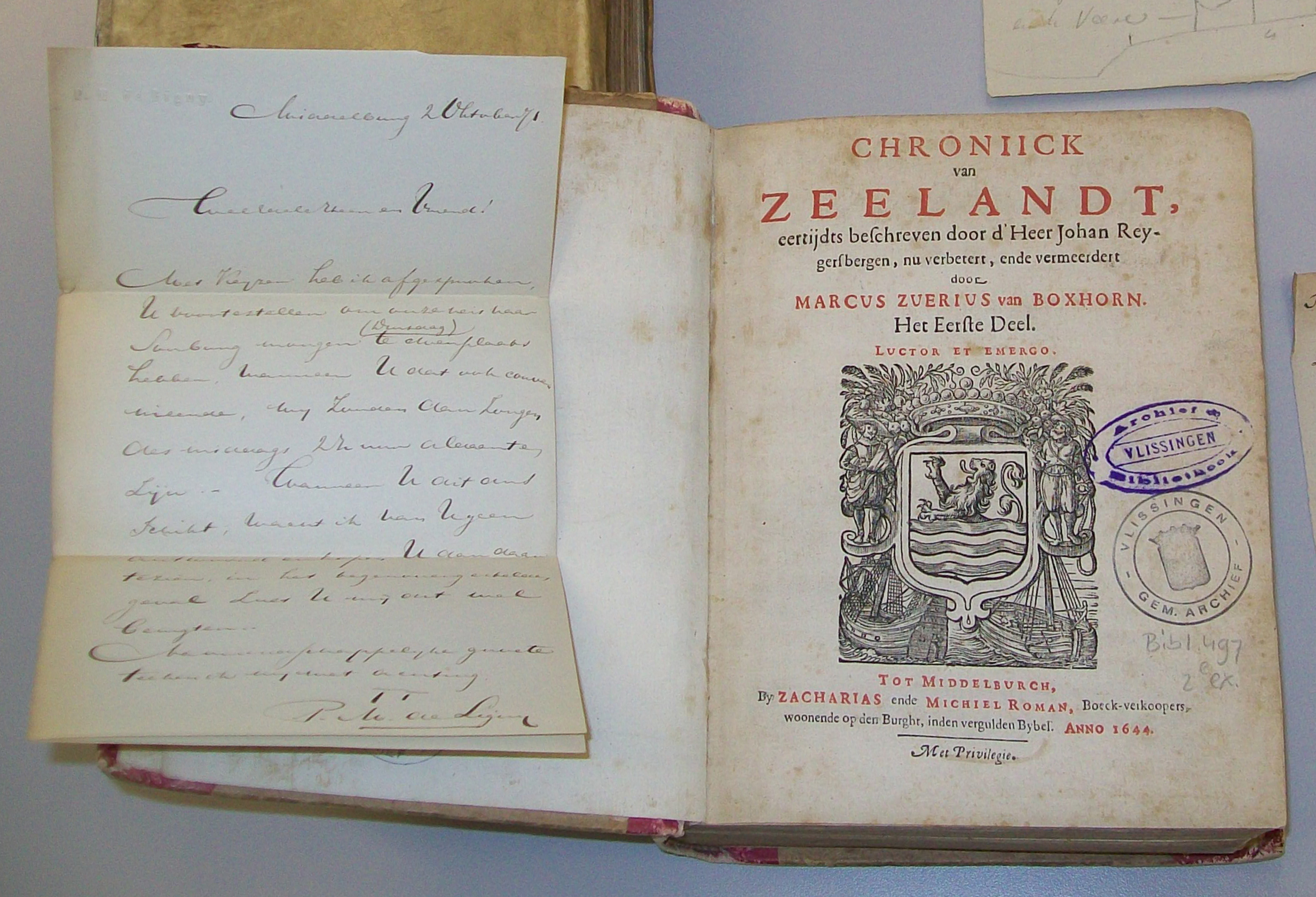
Titelpagina v/d Chroniick met impressum van Roman

Voor deze laatstgenoemde heruitgaves kreeg de prentenreeks een face-lift. De randen en hoekopvullingen werden vervangen door een rechthoekig kader en de plaatsnamen werden gemoderniseerd en onder de prent geplaatst.
Complete versies van het Speculum Zelandiae zijn vrij schaars en mede daarom ook vrij kostbaar.
Het Theatrum Praecipuarum &c. is zo mogelijk nog zeldzamer en bijna nergens in zijn geheel te bezichtigen.
Van deze laatste schijnt een losbladige versie aanwezig te zijn in het Zeeuws Archief te Middelburg, maar deze is niet vrij toegankelijk.
Wel te bezichtigen in het Zeeuw Archief, o.a. via 't internet, zijn divers cartons, en losse prenten, ook enkele van Engelbrecht.
Ook vrij te bezichtigen zijn de versies van het Speculum in het gemeente-archief van Vlissingen (Uitgave Ottens) en in de Zeeuwse Bibliotheek te Middelburg (Visscher en Ottens). Daar bevindt zich ook een Chroniick van Zeelandt met 28 ingebonden prenten uit het Speculum.

Losse prenten komt men regelmatig tegen in de diverse antiquariaten en op beurzen.

## Afbeeldingen

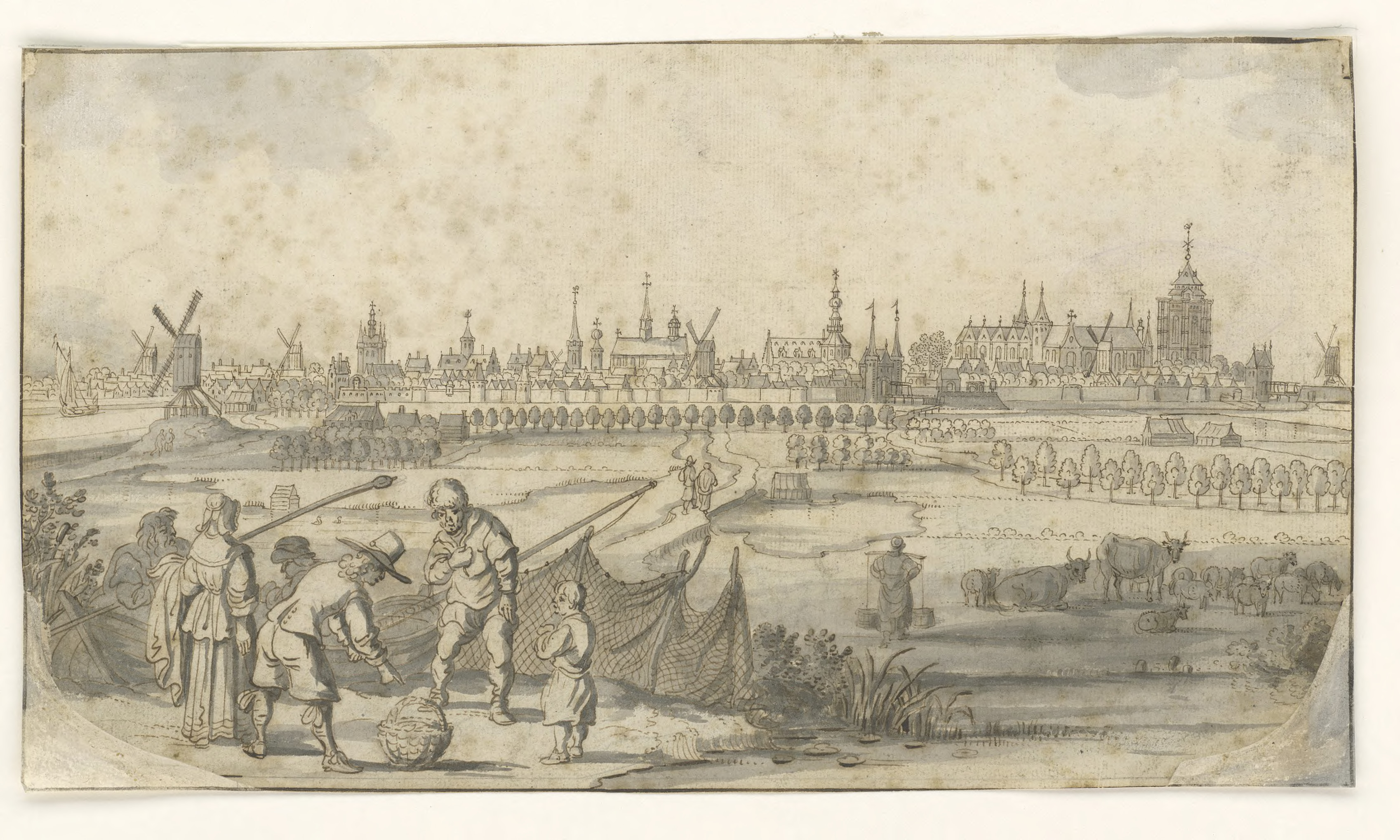
Ontwerp voor Zierikzee landtzyde
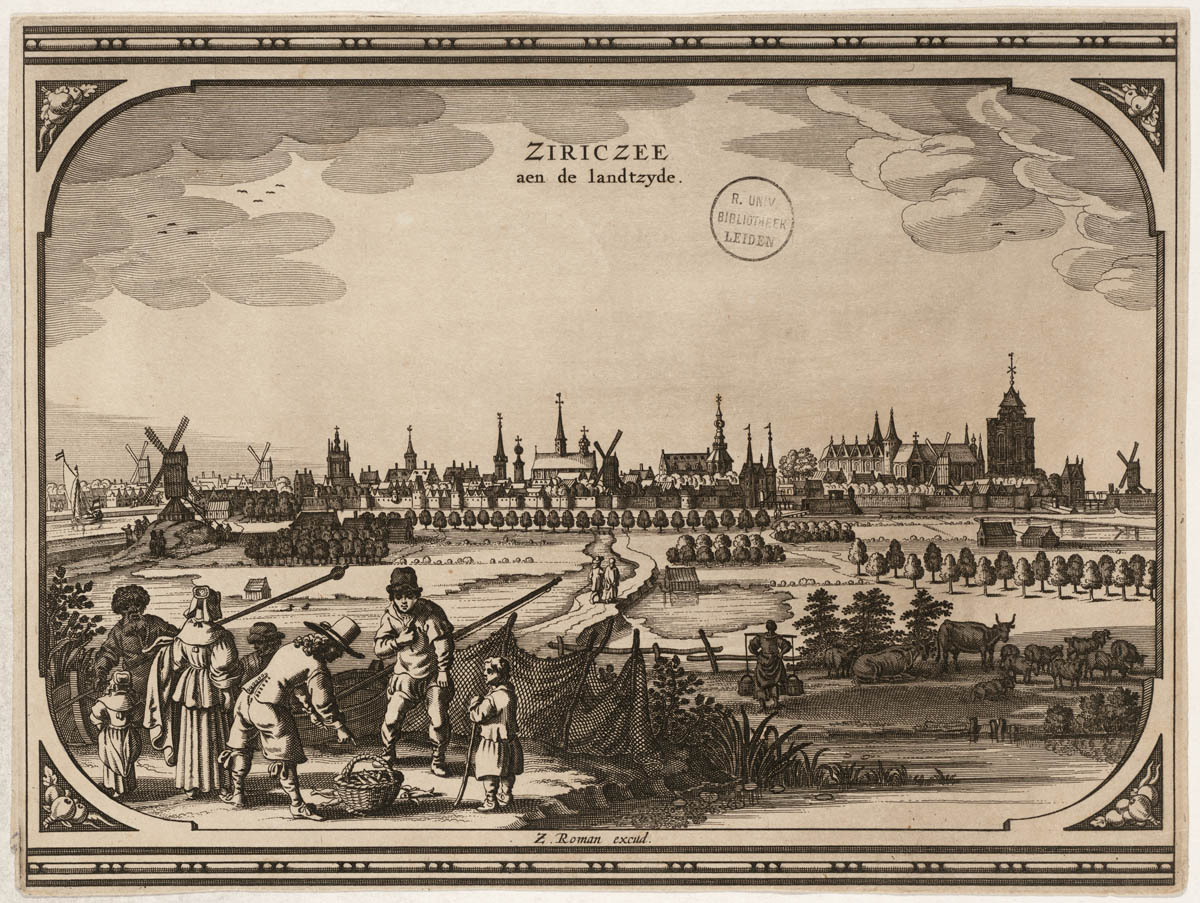
Zierikzee landtzyde, uitgave Roman
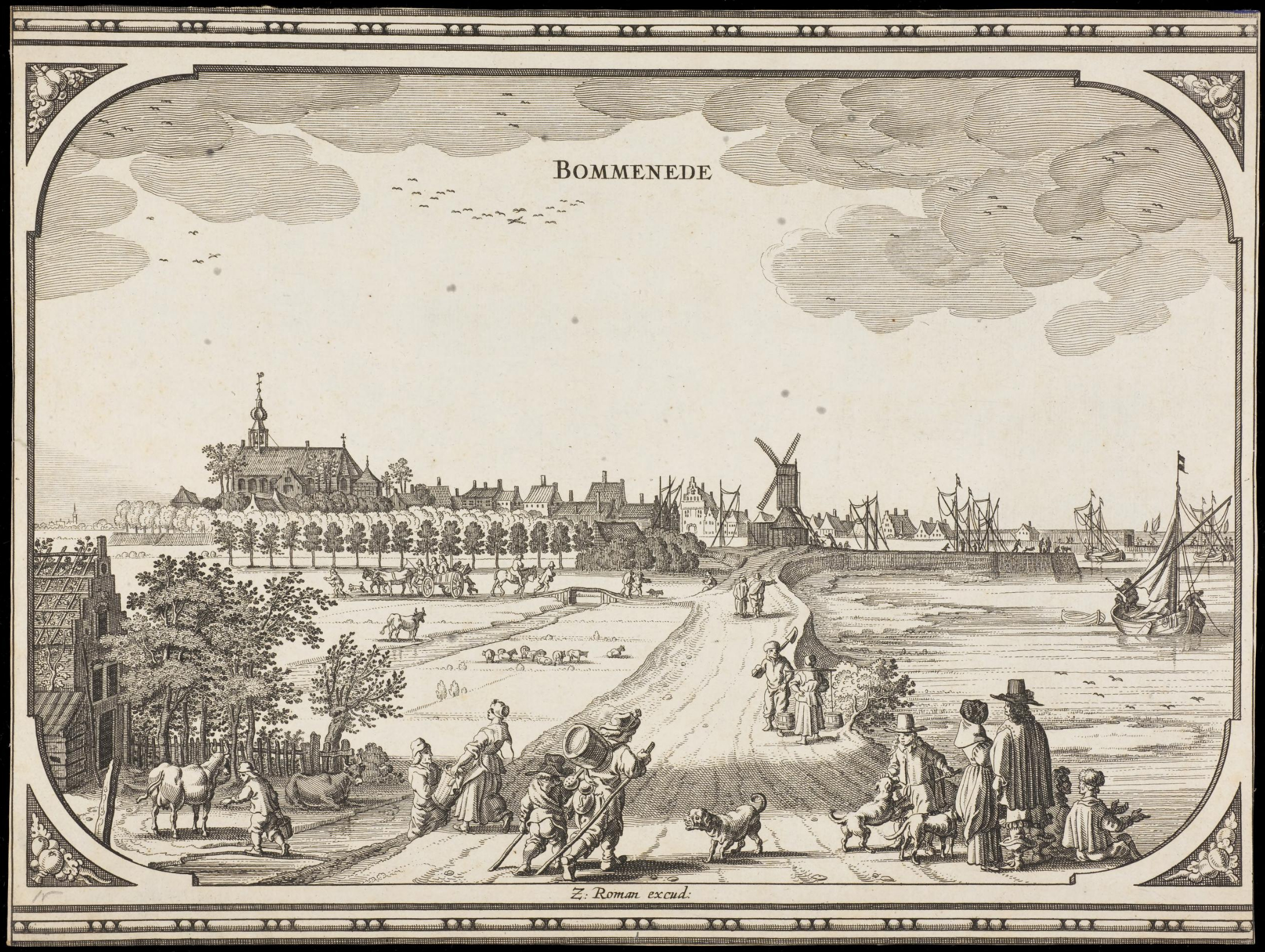
Bommenede, uitgave Roman
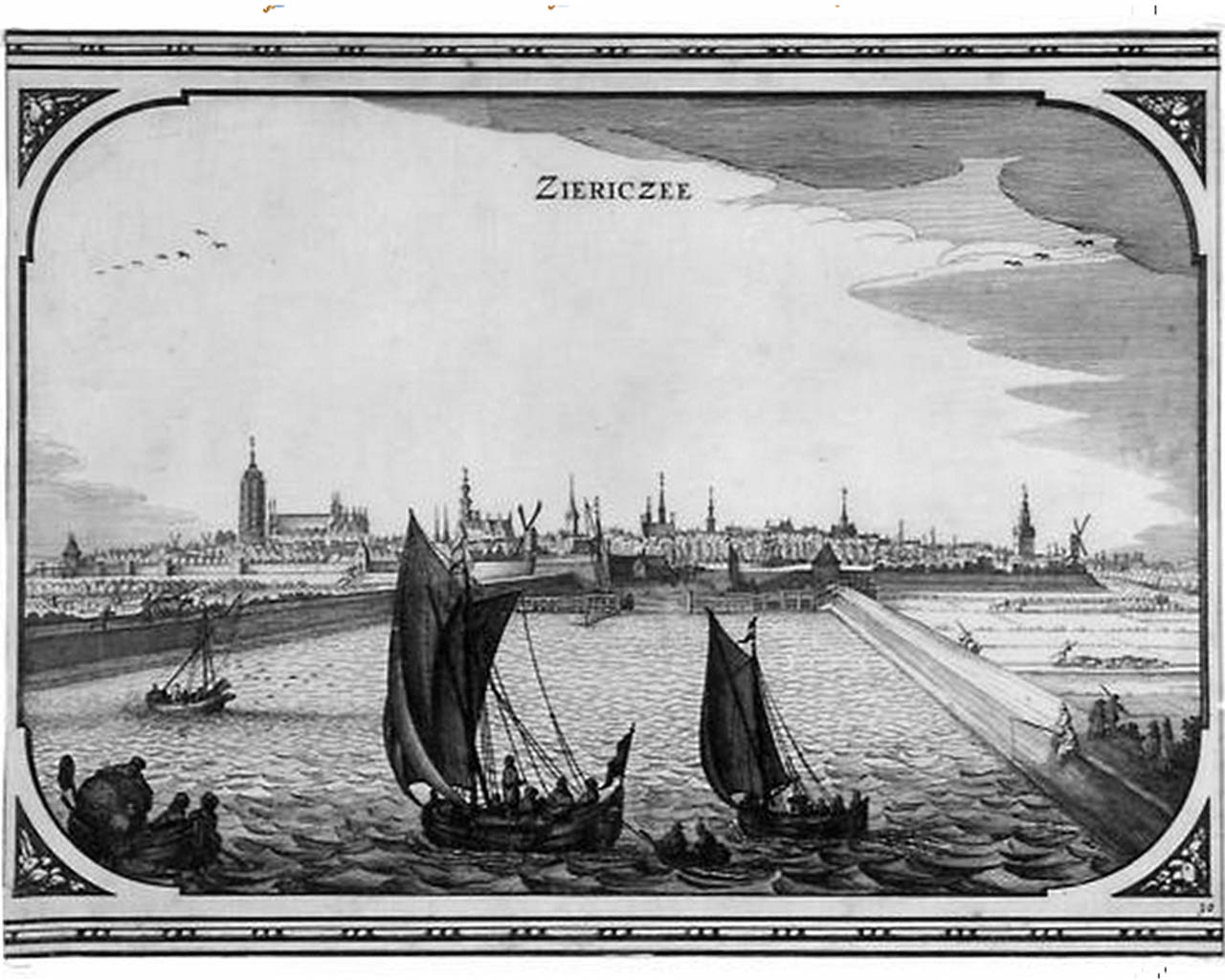
Zierikzee 1ste versie nummering volgens het Theatrum &c.
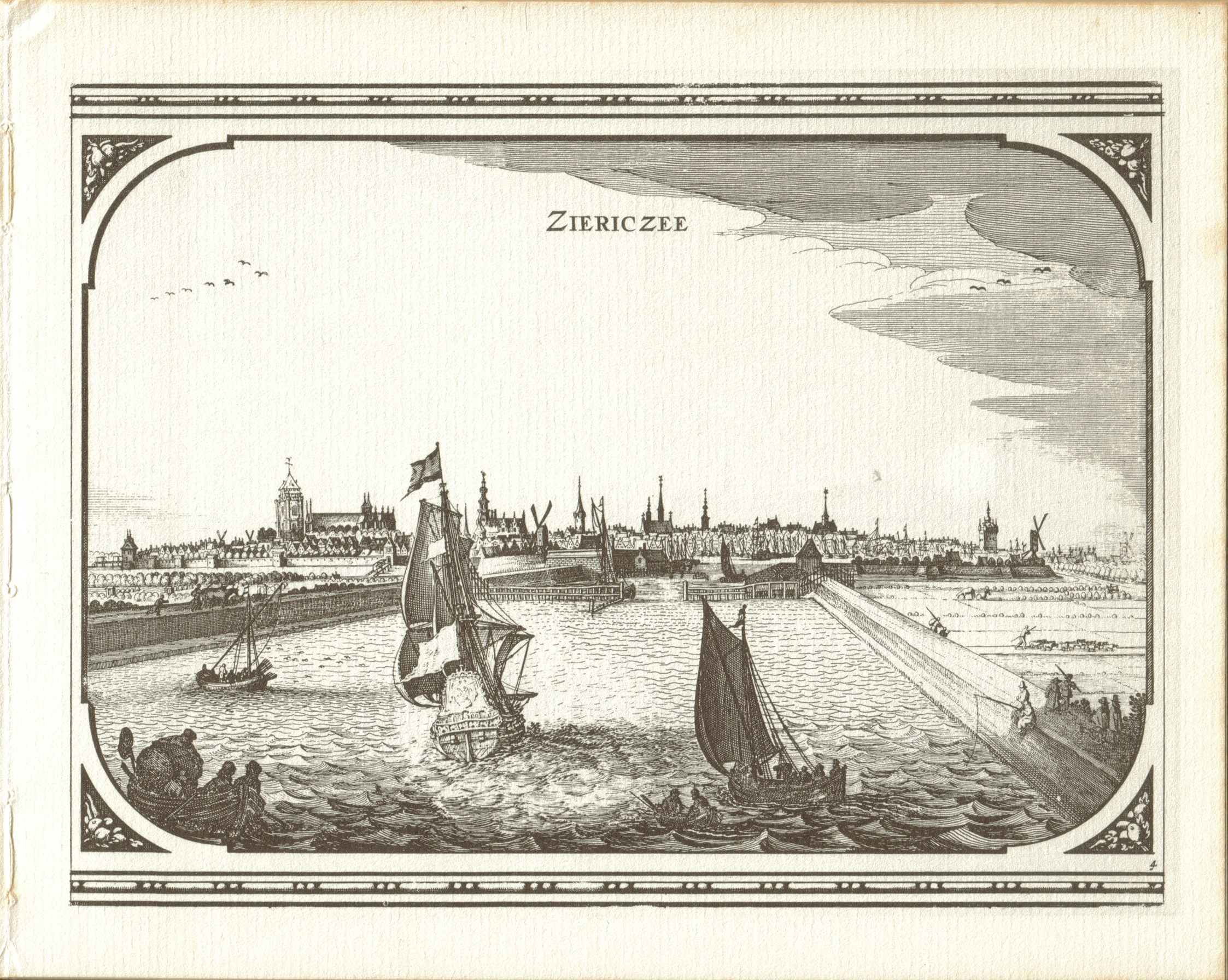
Zierikzee 2de versie nummering volgens het Speculum
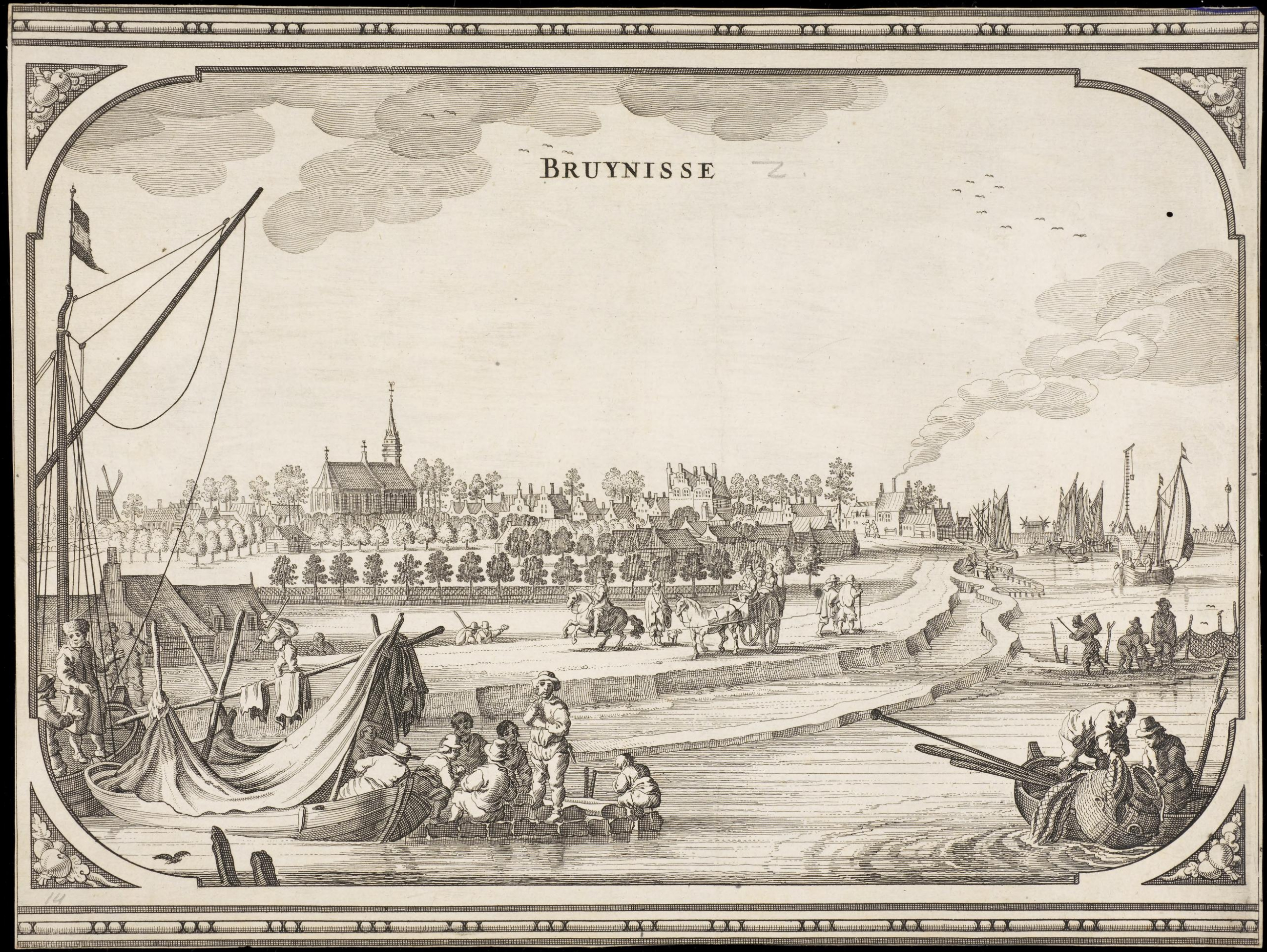
Bruinisse, ongesigneerd & ongenummerd
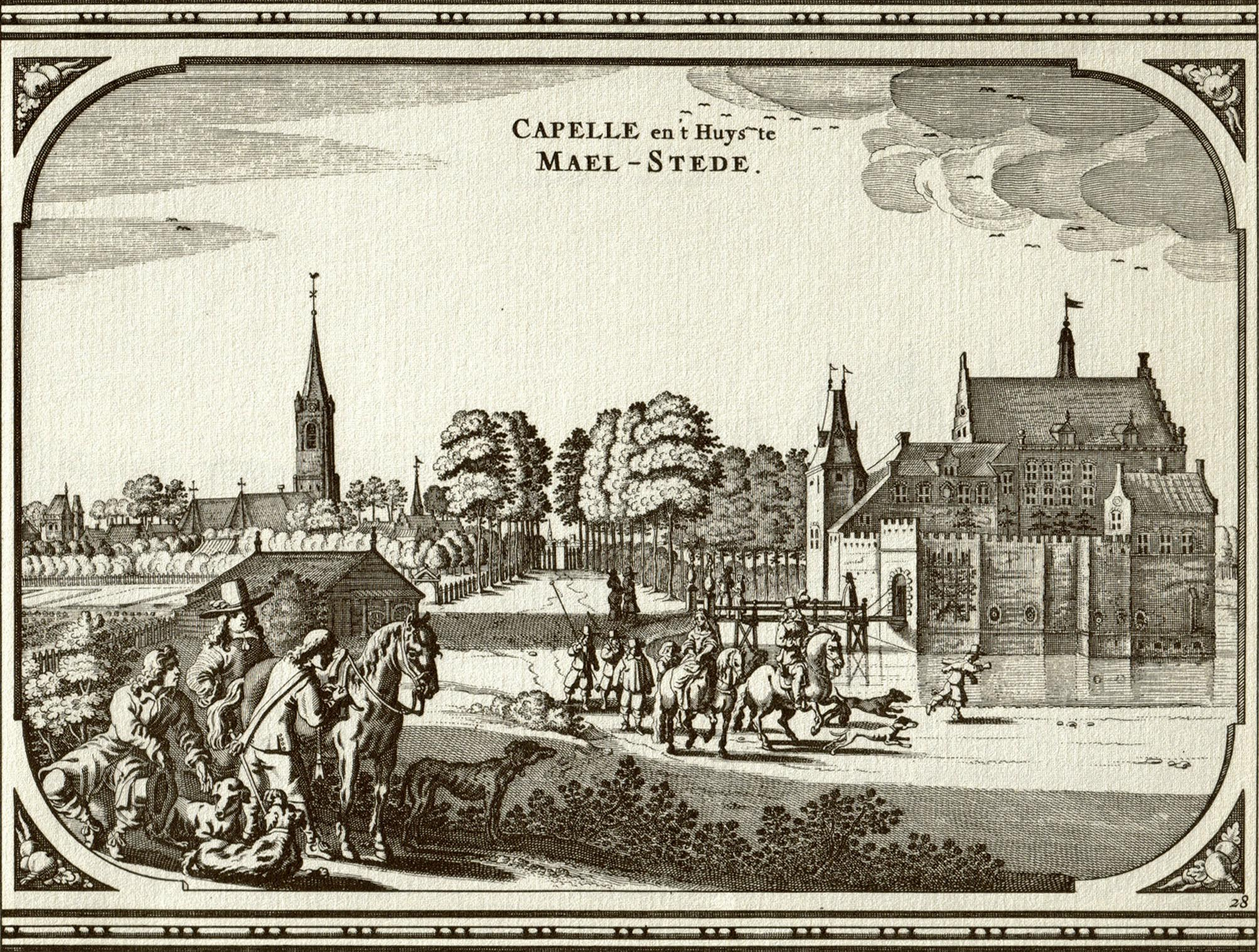
Capelle + Maelstede, uitgave Visscher
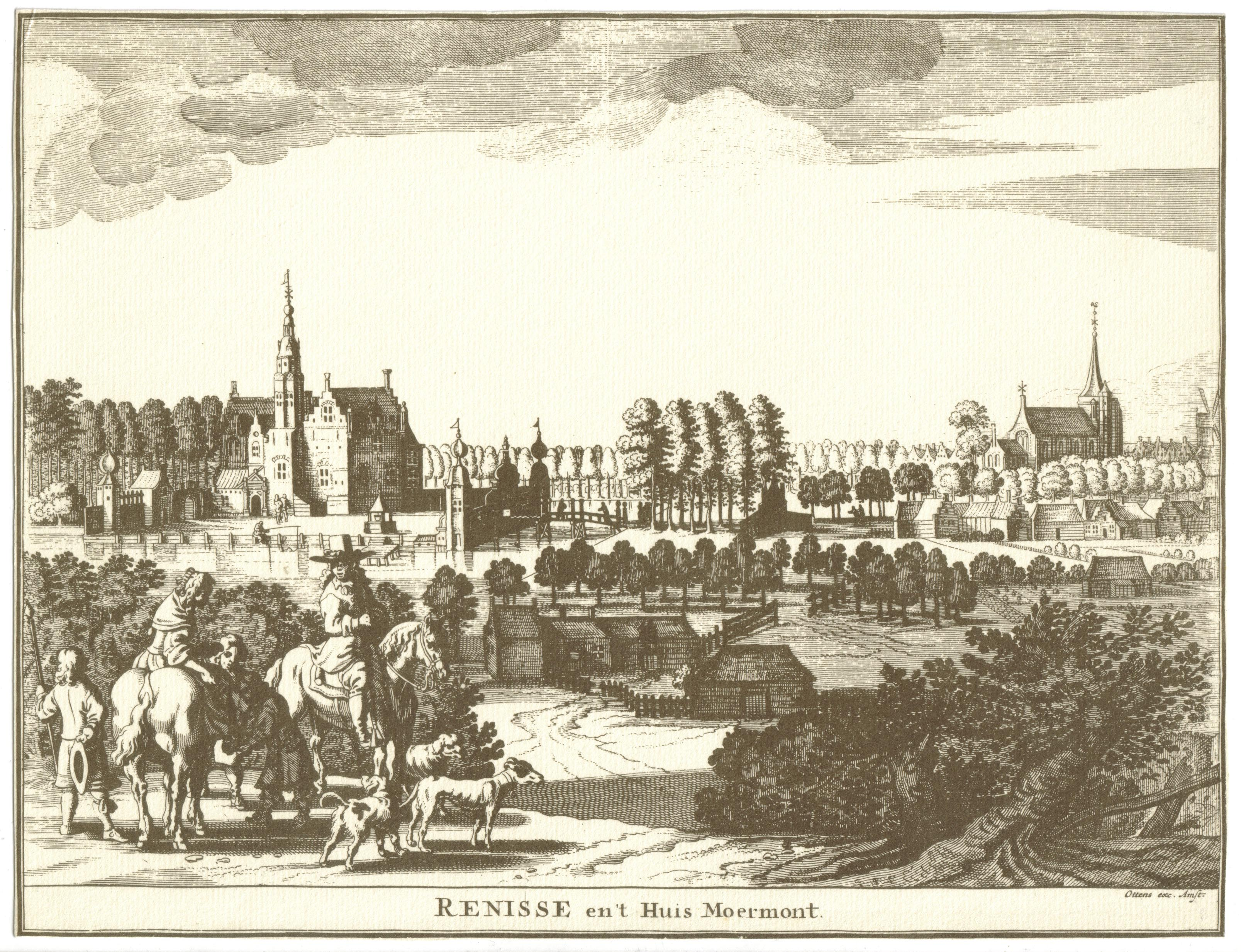
Renesse & Moermond, uitgave Ottens
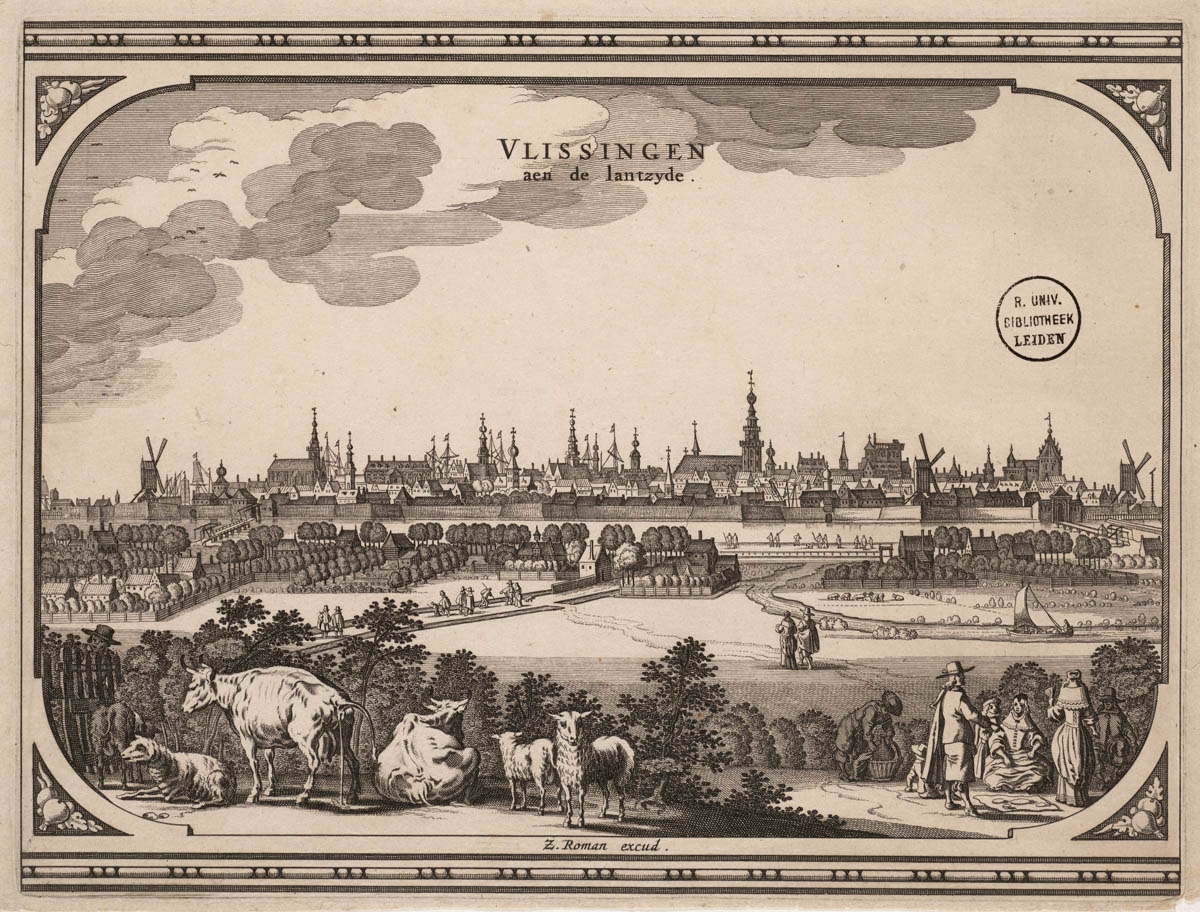
Vlissingen aen de lantzyde. uitgave Roman
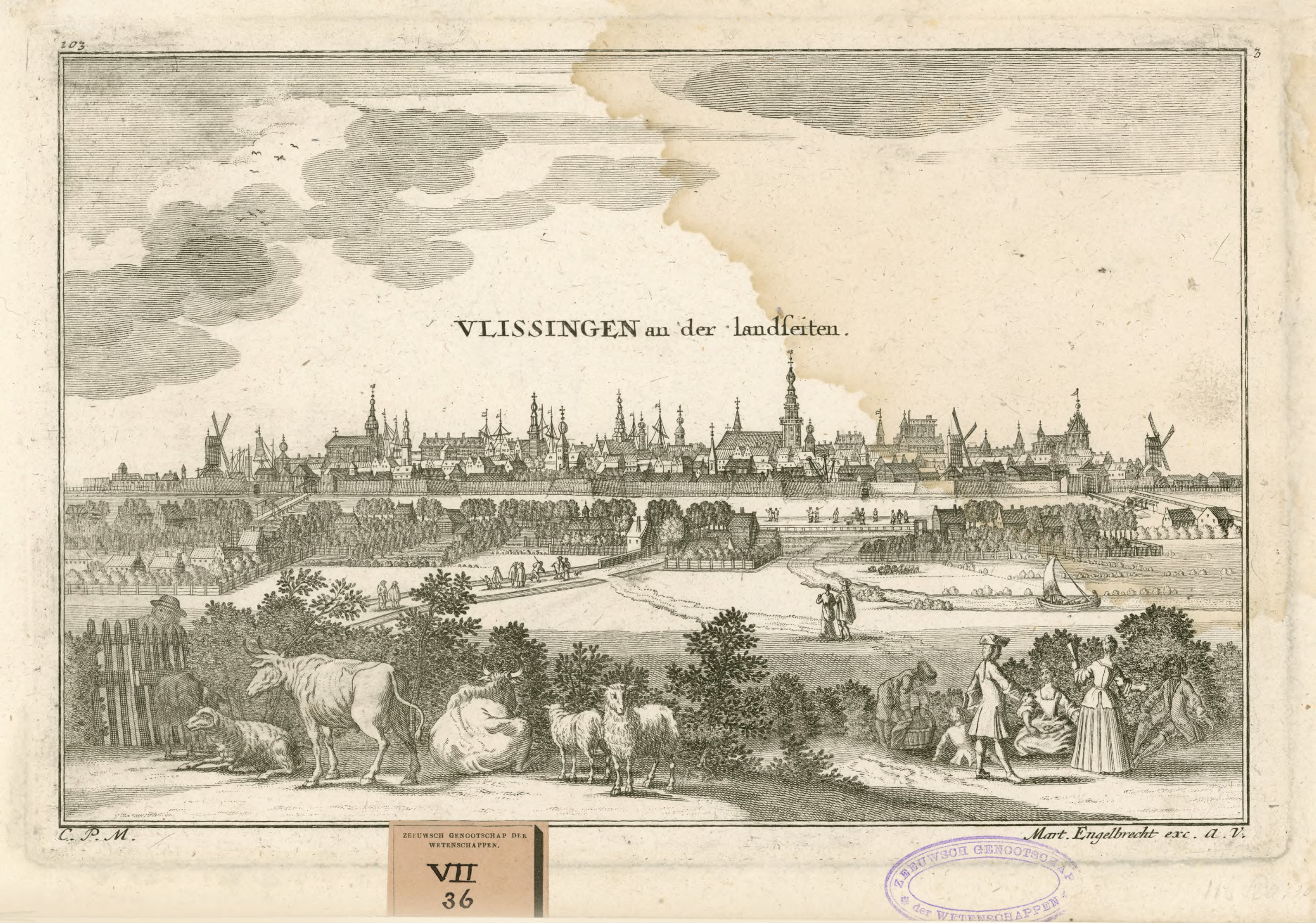
Vlissingen an der landseiten, uitgave Engelbrecht
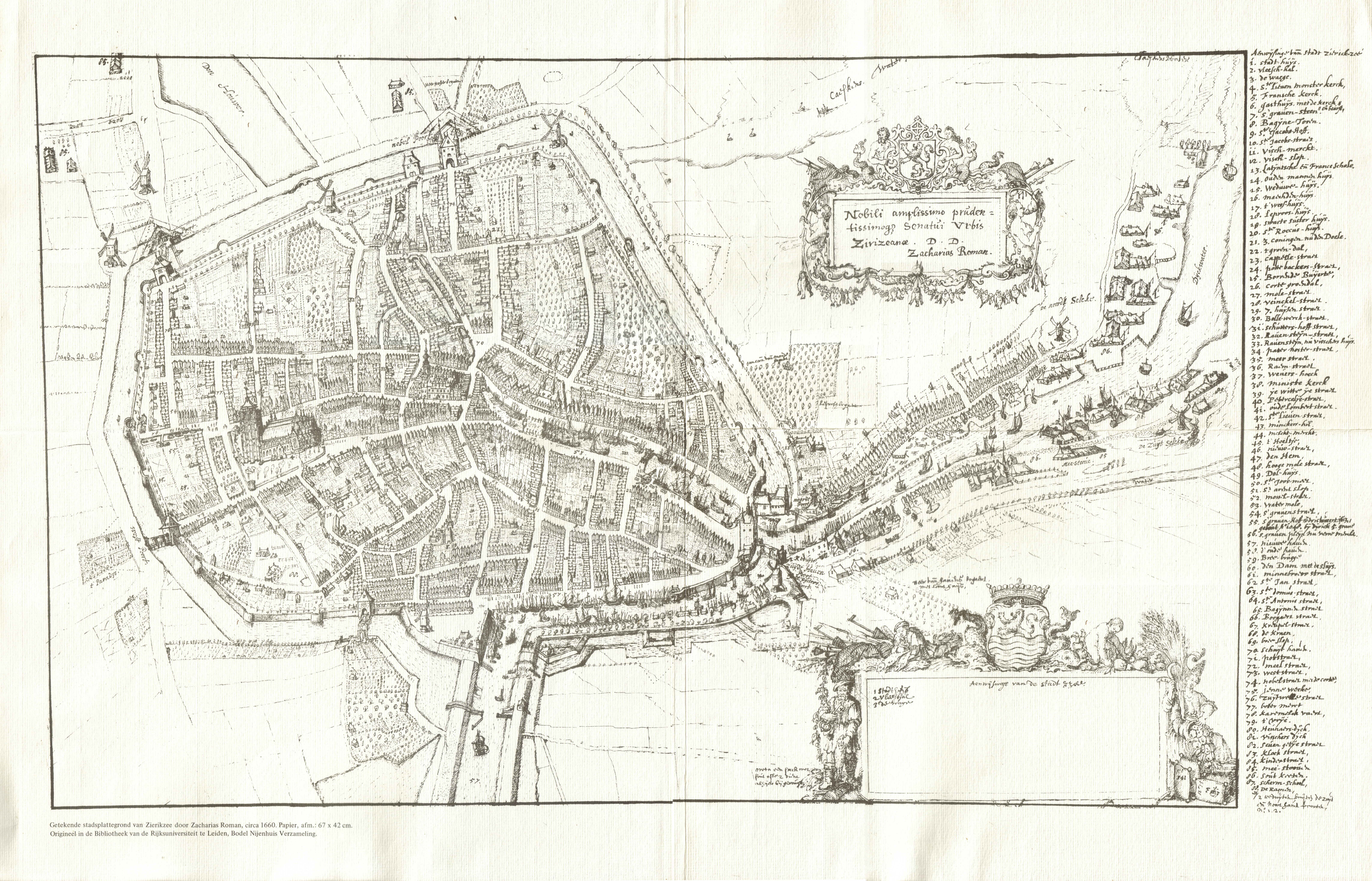
Zierikzee, 1660, getekende plattegrond door Roman
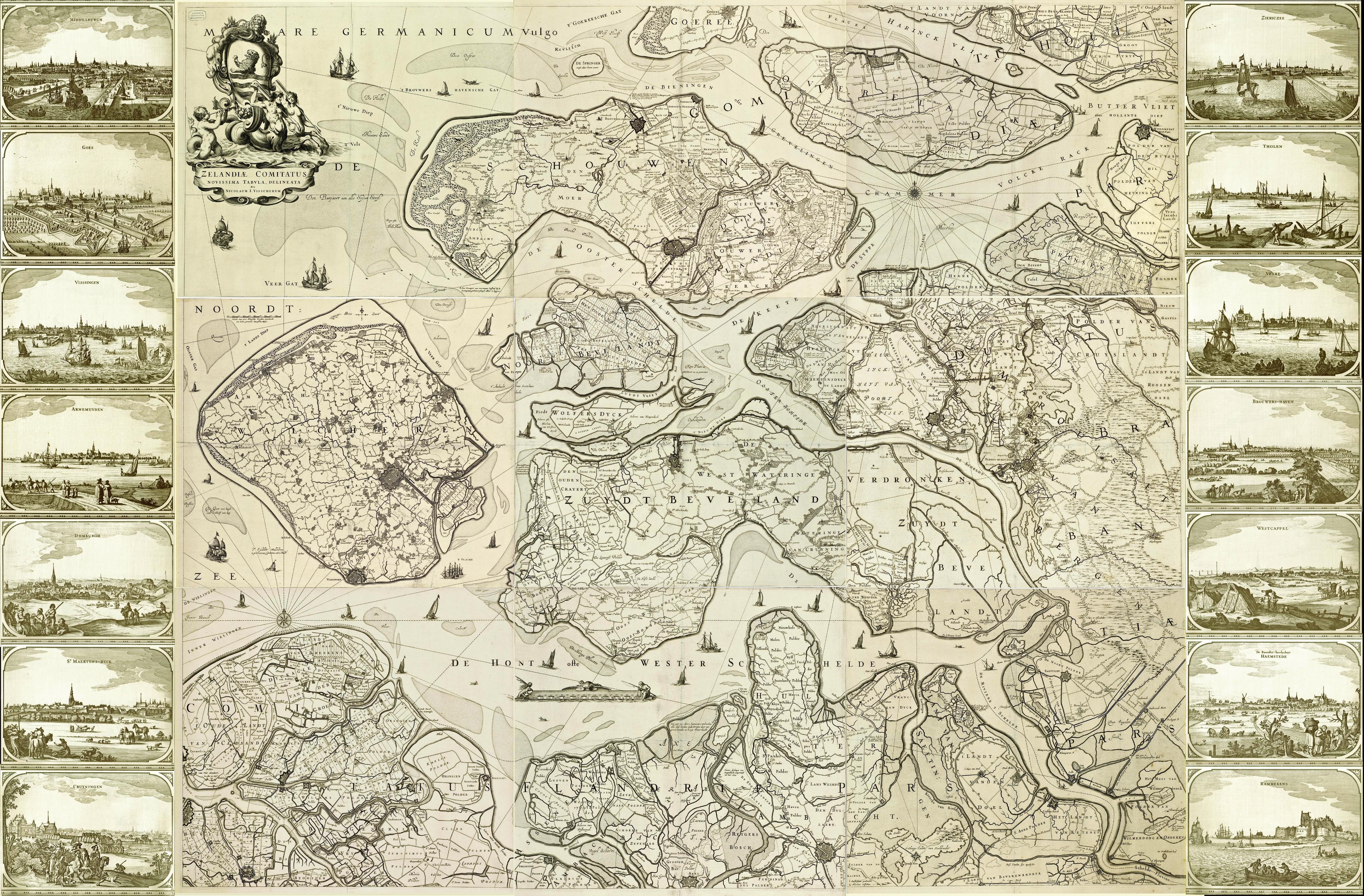
Impressie van een gemonteerde wandkaart van Zeeland
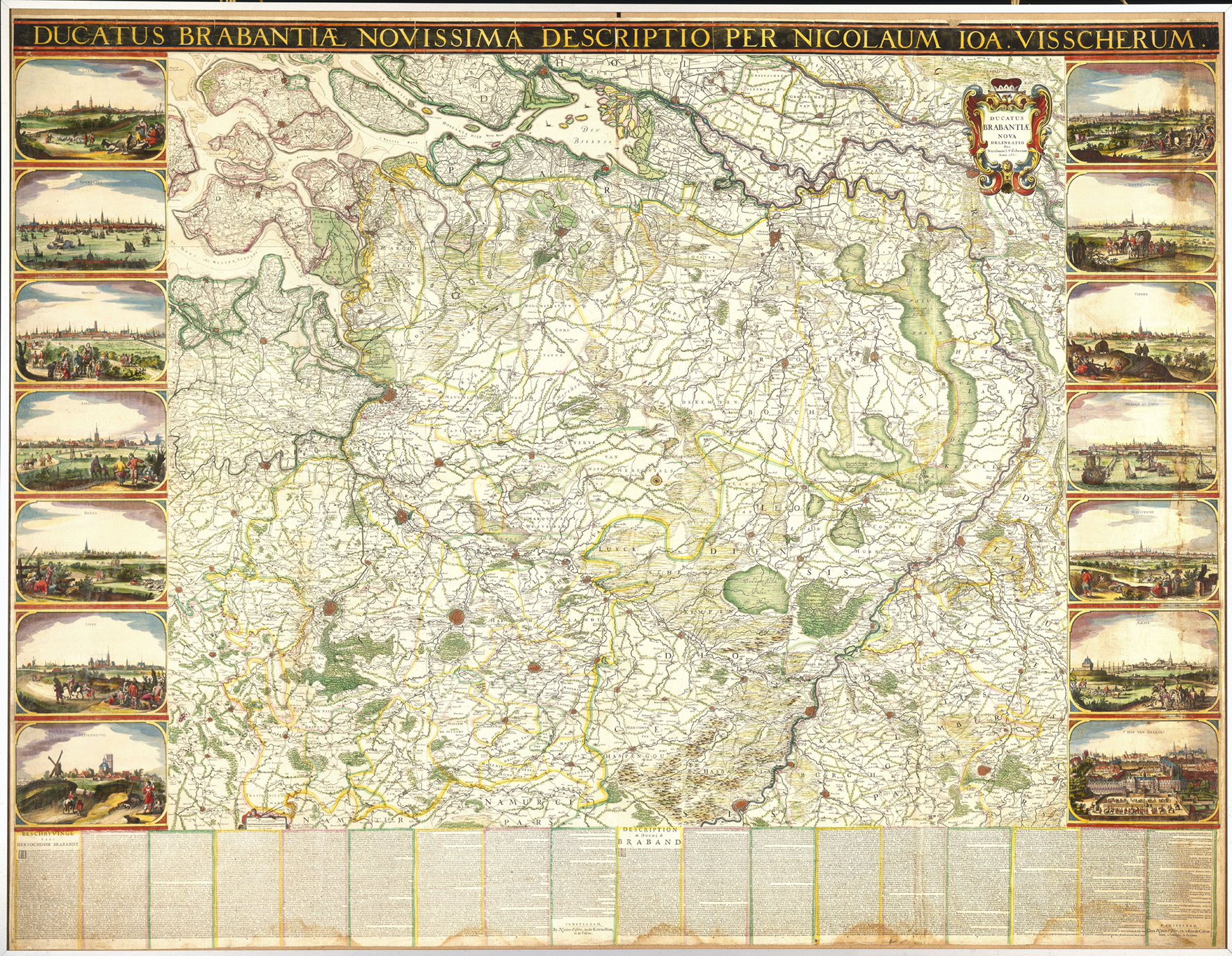
Wandkaart van Brabant (1656) met 14 stadsgezichten & beschrijving
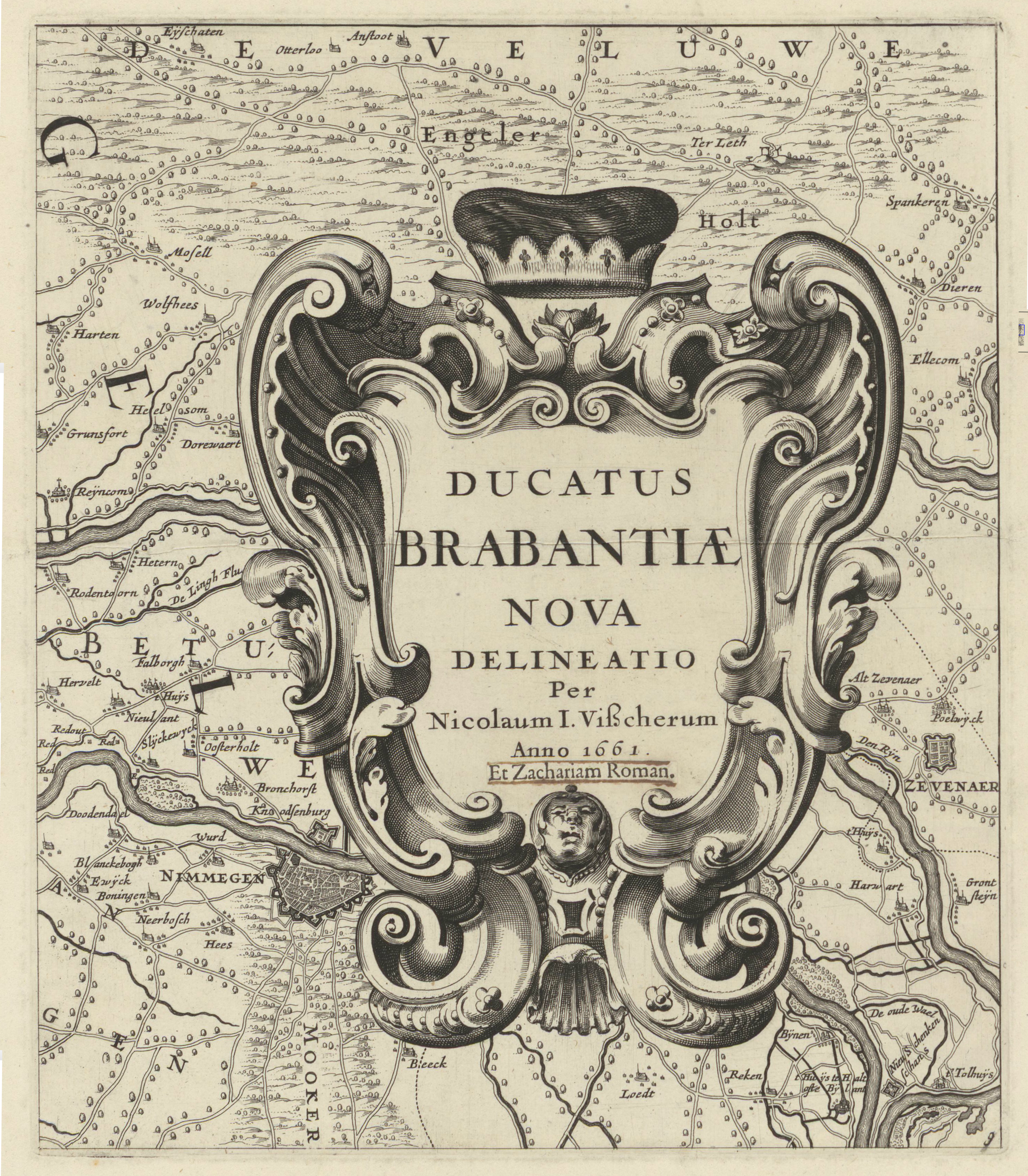
Blad G van de wandkaart van Brabant met opgeplakte toevoeging: Et Zachariam Roman